# Monoclu

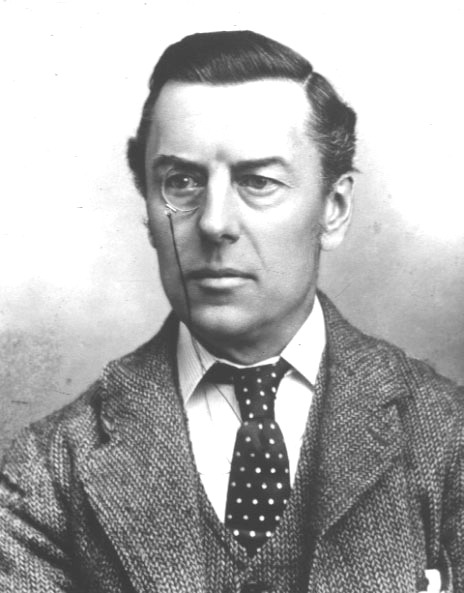
Joseph Chamberlain purtând un monoclu

Un monoclu este un tip de lentilă de corecție utilizată pentru a corecta sau îmbunătăți vederea la un singur ochi. El este format dintr-o lentilă circulară, în general, cu un inel de sârmă în jurul circumferinței, care poate fi atașat de un șnur sau de o sârmă. Celălalt capăt al șnurului este atașat apoi de purtător la un articol de îmbrăcăminte pentru a evita pierderea monoclului. Anticarul Philipp von Stosch a purtat un monoclu la Roma în anii 1720 cu scopul de a examina îndeaproape gravurile și pietrele gravate vechi, dar monoclul a devenit un accesoriu purtat de domni abia în secolul al XIX-lea. El a fost introdus în vestimentația dandy-lor în anii 1790 ca un articol de modă.

## Purtători
La sfârșitul secolului al XIX-lea și începutul secolului al XX-lea monoclul a fost, în general, purtat de bărbații bogați din clasa superioară. Combinat cu o redingotă și cu un joben, monoclul completa costumul capitalistului tipic al anilor 1890. Monoclurile au fost, de asemenea, accesorii purtate de ofițerii Armatei Germane din această perioadă, mai ales din Primul Război Mondial și din Al Doilea Război Mondial. Printre ofițerii germani cunoscuți că au purtat un monoclu se află Hans Krebs, Werner von Fritsch, Erich Ludendorff, Walter Model, Walter von Reichenau, Dietrich von Saucken, Hans von Seeckt și Hugo Sperrle.
Monoclurile erau destul de răspândite la sfârșitul secolului al XIX-lea, dar sunt rareori purtate astăzi. Acest lucru se datorează, în mare parte, progresele obținute în optometrie care permite o mai bună măsurare a erorii de refracție, astfel încât ochelarii și lentilele de contact pot fi avea dioptrii diferite la fiecare ochi.
Monoclul a câștigat, totuși, mai mulți adepți în cercurile lesbiene elegante de la începutul secolului al XX-lea, atunci când lesbienele îl purtau pentru a atrage atenția. Printre femeile care l-au purtat se numără Una Lady Troubridge, Radclyffe Hall și reporterița germană Sylvia von Harden. (Pictura Portretul jurnalistei Sylvia Von Harden al pictorului expresionist german Otto Dix o prezintă purtând un monoclu.)
Mai multe personalități celebre au purtat monoclu: politicienii britanici Joseph Chamberlain, fiul lui Austen, Henry Chaplin, Angus Maude, Percy Toplis (Răzvrătitul cu monoclu), fondatorul Pakistanului, Mohammed Ali Jinnah, președintele portughez António de Spínola, cineaștii germani Fritz Lang și Erich von Stroheim, celebrul scriitor portughez din secolul al XIX-lea Eça de Queiroz, scriitorul sovietic Mihail Bulgakov, actorul Conrad Veidt, dadaiștii Tristan Tzara și Raoul Hausmann, ezoteristul Julius Evola, politicianul colaboraționist francez Louis Darquier de Pellepoix, poetul Alfred Lord Tennyson, cântărețul Richard Tauber, diplomatul Christopher Ewart-Biggs (a purtat un monoclu cu sticlă fumurie pentru a-și ascunde ochiul de sticlă), maiorul Johnnie Cradock, actorii Ralph Lynn, George Arliss și Martyn Green și Karl Marx. În altă ordine de idei, G. E. M. Anscombe a fost una dintre puținele femei care au purtat, ocazional, un monoclu. Printre celebrii purtători de monoclu din secolul al XXI-lea se află astronomul Sir Patrick Moore și fostul boxer Chris Eubank. Pictorul expresionist Barnett Newman a purtat monoclu în principal pentru a observa mai atent operele de artă. Richard Tauber purta un monoclu pentru a masca strabismul la un ochi.